# You've Come a Long Way, Baby
You've Come a Long Way, Baby è il secondo album in studio del produttore discografico e disc jockey britannico Fatboy Slim, pubblicato il 19 ottobre 1998 dalla Skint Records e dalla Astralwerks.
Album di maggior successo commerciale dell'artista britannico, You've Come a Long Way, Baby venne accolto positivamente dalla critica ed è considerato una pietra miliare dell'electronica.
L'album contiene i singoli The Rockafeller Skank, Gangster Tripping, Praise You e Right Here, Right Now, che raggiunsero la top ten della UK Singles Chart.

## Composizione e pubblicazione
Fatboy Slim registrò e produsse You've Come a Long Way, Baby nel suo studio casalingo House of Love a Brighton servendosi di un computer Atari ST, un software Creator e dei floppy disk. Il disco venne pubblicato il 19 ottobre 1998 nel Regno Unito dalla Skint Records e il giorno seguente negli Stati Uniti dalla Astralwerks. Stando a quanto riportano le note di copertina del singolo The Rockafeller Skank, uscito l'8 giugno 1998, all'album sarebbe stato dato il titolo provvisorio Let's Hear It for the Little Guy. Il titolo di You've Come a Long Way, Baby deriva da uno slogan delle sigarette Virginia Slims.

## Copertina
La copertina dell'album venne concepita da Red Design e si tratta di una fotografia, scattata al Fat Peoples Festival di Danville del 1983 e reperita dagli archivi di Rex Features, raffigurante un giovane molto grasso che indossa una maglietta con la scritta I'm #1 so why try harder mentre regge una sigaretta con la mano sinistra. Sebbene si sia speculato sull'identità dell'uomo, egli è ignoto. La fotografia che si trova nelle note di copertina di You've Come a Long Way, Baby venne invece fornita da Simon Thornton.
Nel Nord America l'album venne pubblicato con una cover differente in cui sono raffigurati degli scaffali pieni di dischi in vinile.

## Accoglienza
| Recensione | Giudizio       |
| ---------- | -------------- |
| Ondarock   | Pietra miliare |

You've Come a Long Way, Baby ha contribuito a rendere Fatboy Slim un artista di fama mondiale e ha ottenuto grande fortuna in termini commerciali: si piazzò al primo posto della UK Albums Chart e al numero 34 della Billboard 200; nel 1999 venne certificato 3 volte disco di platino dalla British Phonographic Industry, 3 volte disco di platino dall'Australian Record Industry Association e disco di platino dalla Recording Industry Association of America (RIAA).
La critica ha apprezzato molto l'album. Secondo Stephen Thomas Erlewine di AllMusic, You've Come a Long Way, Baby "si è avvicinato molto all'essere l'album big beat definitivo... È un disco senza soluzione di continuità, pieno di grande immaginazione, colpi di scena inaspettati, ganci memorabili e ritmi grandiosi". Durante un sondaggio del 2000 dedicata ai "100 migliori album britannici di sempre" in cui vennero coinvolti i lettori della rivista Q, la pubblicazione di Fatboy Slim venne inserita alla posizione numero 81. L'album venne anche incluso nei libri 1001 Albums You Must Hear Before You Die di Robert Dimery e Rock. 500 dischi fondamentali di Eddy Cilìa e Federico Guglielmi. Secondo Tom Moon, You've Come a Long Way, Baby avrebbe influenzato gran parte del genere electronica degli anni novanta assieme a Better Living Through Chemistry, album pubblicato due anni prima da Fatboy Slim.

## Nella cultura di massa
Il singolo Build It Up - Tear It Down è la sigla iniziale del film Human Traffic.
Il singolo Right Here, Right Now è stata usata nel trailer del film Il giardino delle vergini suicide.
Il singolo The Rockafeller Skank è stata inserita nella colonna sonora del videogioco FIFA 99 e nel film Digimon - Il film.

## Tracce
1. Right Here, Right Now – 6:27 (Norman Cook, Dale Peters, Joe Walsh)
2. The Rockafeller Skank – 6:53 (Norman Cook, John Barry, Winifred Terry)
3. Fucking in Heaven – 3:55 (Norman Cook)
4. Gangster Tripping – 5:20 (Norman Cook, Josh Davis, Sam Brox, Ganiyu Pierre Gasper, Stephen Jones, Nicholas Lockett, Myke Wilson)
5. Build It Up - Tear It Down – 5:05 (Norman Cook, Patricia Miller)
6. Kalifornia – 5:53 (Norman Cook, Mr. Natural)
7. Soul Surfing – 4:56 (Norman Cook, Earl Nelson, Fred Smith)
8. You're Not from Brighton – 5:20 (Norman Cook)
9. Praise You – 5:23 (Norman Cook, Camille Yarbrough)
10. Love Island – 5:18 (Norman Cook)
11. Acid 8000 – 7:28 (Norman Cook)

## Classifiche

### Classifiche settimanali
| Classifica (1999) | Posizione massima |
| ----------------- | ----------------- |
| Australia         | 2                 |
| Austria           | 13                |
| Belgio (Fiandre)  | 27                |
| Belgio (Vallonia) | 35                |
| Canada            | 3                 |
| Finlandia         | 29                |
| Francia           | 10                |
| Germania          | 15                |
| Irlanda           | 19                |
| Norvegia          | 20                |
| Nuova Zelanda     | 1                 |
| Paesi Bassi       | 27                |
| Regno Unito       | 1                 |
| Stati Uniti       | 34                |
| Svezia            | 24                |
| Svizzera          | 23                |

### Classifiche di fine anno
| Classifica (1998) | Posizione |
| ----------------- | --------- |
| Regno Unito       | 50        |
| Classifica (1999) | Posizione |
| Australia         | 10        |
| Belgio (Fiandre)  | 70        |
| Francia           | 44        |
| Germania          | 48        |
| Paesi Bassi       | 81        |
| Regno Unito       | 13        |
| Stati Uniti       | 93        |
| Classifica (2000) | Posizione |
| Australia         | 83        |
| Regno Unito       | 85        |